# Goraj (gmina)
Goraj – gmina miejsko-wiejska w województwie lubelskim, w północnej części powiatu biłgorajskiego.
Siedziba gminy to miasto Goraj.
Według danych z 31 grudnia 2006 gminę zamieszkiwały 4442 osoby.
Nadanie 1 stycznia 2021 praw miejskich Gorajowi, zmieniło typ gminy z wiejskiej na miejsko-wiejską.

## Historia
Gmina Goraj powstała 13 stycznia 1870 w powiecie zamojskim w guberni lubelskiej w związku z utratą praw miejskich przez miasto Goraj i przekształceniu go w wiejską gminę Goraj w granicach dotychczasowego miasta, z dołączeniem kilku wsi ze znoszonej gminy Abramów. Gmina Goraj obejmowała miejscowości Andrzejówka, Bononia, Goraj, Hosznia Ordynacka, Majdan Abramowski, Radzięcin, Średniówka, Zagrody i Zastawie.
Po podziale powiatu zamojskiego spowodowanym utworzeniem guberni chełmskiej w 1912 gmina Goraj znalazła się w powiecie krasnostawskim, z czego miejscowa ludność była niezadowolona; w budżecie gminy z 1914 przewidziano wydatek na spowodowanie przyłączenia gminy do powiatu janowskiego. Podczas okupacji austriackiej uchylono zmiany spowodowane utworzeniem guberni chełmskiej.
W 1919 gmina wraz z całym powiatem zamojskim weszła w skład woj. lubelskiego. Na skutek długotrwałych zabiegów mieszkańców 1 stycznia 1923 gminę przyłączono do powiatu biłgorajskiego. W okresie międzywojennym gmina dzieliła się na gromady Goraj, Hosznia Ordynacka, Jędrzejówka, Radzięcin, Średniówka, Wólka Abramowska i Zagrody.
1 kwietnia 1930 gmina Goraj została zniesiona, a jej obszar włączony do gminy Frampol. Rozporządzenie to nie zostało wprowadzone w życie i zostało uchylone z dniem 29 lipca 1939.
Po II wojnie światowej gmina Goraj zachowała dotychczasową przynależność administracyjną, z tym że uwzględniano w jej granicach gromadę Średniówka. 29 października 1944 gmina liczyła sześć gromad (Goraj, Hosznia Ordynacka, Jędrzejówka, Radzięcin, Wólka Abramowska i Zagrody), a 1 lipca 1952 roku – 11 gromad.
Gmina Goraj została zniesiona 29 września 1954 wskutek reformy administracyjnej wprowadzającej gromady w miejsce gmin. W toku tej samej reformy administracyjnej dokonano zmian terytorialnych między powiatem krasnostawskim a biłgorajskim związanych z terenem byłej gminy Goraj: z biłgorajskiego do krasnostawskiego wyłączono wieś Zagrody, a z krasnostawskiego do biłgorajskiego przyłączono wieś Gilów. Tereny zniesionej gminy Goraj objęły gromady Goraj, Hosznia Ordynacka, Jędrzejówka i Teodorówka, a dawną gromadę Radzięcin zgodnie z zabiegami mieszkańców włączono do nowej gromady Frampol. W zgodzie z ogólną tendencją likwidacji najmniejszych gromad w 1958 włączono gromadę Hosznia Ordynacka do gromady Goraj, a gromadę Jędrzejówka do gromady Teodorówka.
Gmina Goraj została przywrócona wraz z kolejną reformą administracyjną 1 stycznia 1973. W porównaniu ze stanem z 1954 gmina została powiększona o wieś Gilów, natomiast wsie Radzięcin, Kolonia Helenowska, Kolonia Radzięcin, Kolonia Stanisławowska, Kolonia Zagródki i Kolonia Żelebsko znalazły się w gminie Frampol. W latach 1975–1998 gmina położona była w województwie zamojskim. Od 1999 gmina należy ponownie do powiatu biłgorajskiego w woj. lubelskim.

## Struktura powierzchni
Według danych z roku 2002 gmina Goraj ma obszar 67,63 km², w tym:
- użytki rolne: 76%
- użytki leśne: 19%

Gmina stanowi 4,03% powierzchni powiatu.

## Demografia

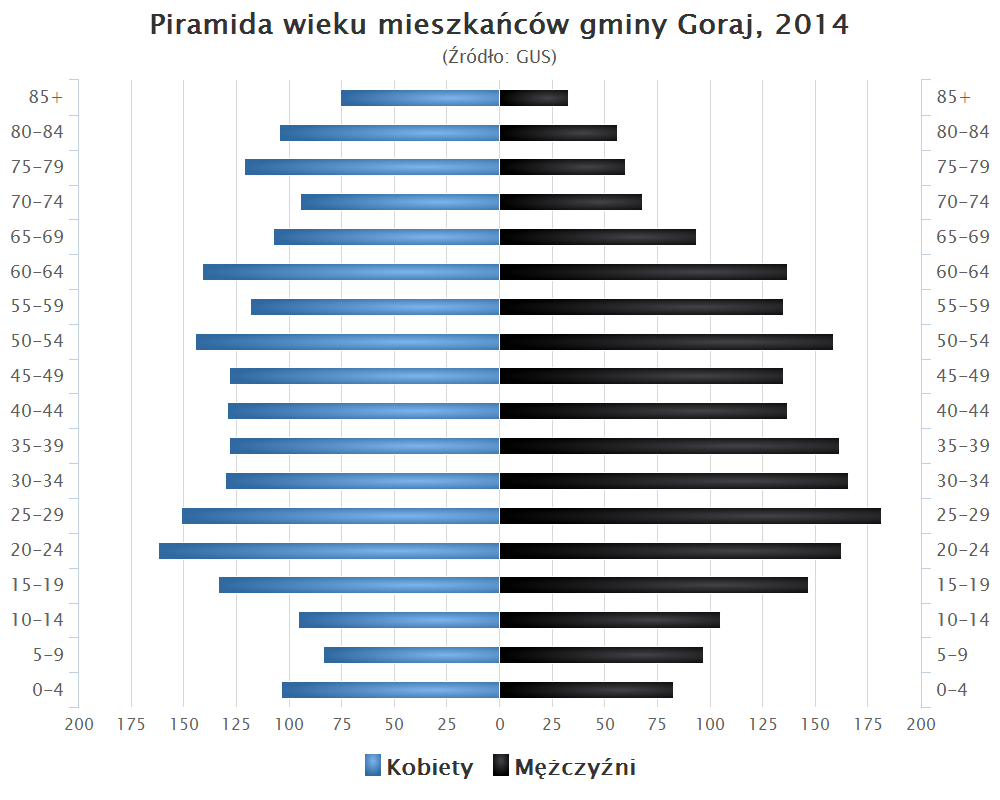
Piramida wieku mieszkańców gminy Goraj w 2014 roku

Dane z 30 czerwca 2004:
| Opis                              | Ogółem | Ogółem | Kobiety | Kobiety | Mężczyźni | Mężczyźni |
| --------------------------------- | ------ | ------ | ------- | ------- | --------- | --------- |
| Jednostka                         | osób   | %      | osób    | %       | osób      | %         |
| Populacja                         | 4462   | 100    | 2224    | 49,8    | 2238      | 50,2      |
| Gęstość zaludnienia [mieszk./km²] | 66     | 66     | 32,9    | 32,9    | 33,1      | 33,1      |

## Sołectwa
Abramów, Bononia, Gilów, Hosznia Abramowska, Hosznia Ordynacka, Jędrzejówka, Kondraty, Majdan Abramowski, Średniówka, Wólka Abramowska, Zagrody, Zastawie

## Sąsiednie gminy
Chrzanów, Dzwola, Frampol, Radecznica, Turobin